# 1990 في ألمانيا
فيما يلي قوائم الأحداث التي وقعت خلال عام 1990 في ألمانيا.

## سياسة

### تعيين في المنصب
- 1 يناير – جورج شميد عضو مجلس الشورى الموحد بافاريا.
- 1 يناير – زيغمار غابرييل عضو مجلس الشورى الموحد من ولاية سكسونيا السفلى.
- 1 يناير – غيرهارد شرودر رئيس وزراء ساكسونيا السفلى [الإنجليزية]‏.
- 3 أكتوبر – يواخيم غاوك Stasi Records Agency [الإنجليزية]‏، عضو في البوندستاغ الألماني.
- 20 ديسمبر – أنغيلا ميركل عضو في البوندستاغ الألماني.
- 20 ديسمبر – رونالد بوفالا عضو في البوندستاغ الألماني.

### انتهاء فترة المنصب
- 1 يناير – هايدغارد هام بروشر عضو في البوندستاغ الألماني.
- 1 يناير – يورغين تودنهوفر عضو في البوندستاغ الألماني.
- 4 أكتوبر – يواخيم غاوك عضو في البوندستاغ الألماني.

## رياضة
- 29 يوليو – جائزة ألمانيا الكبرى 1990 الفائز آيرتون سينا.

## ظهور
- 1 يناير – غشية
- 1 يناير – يورودانس

## مواليد

### يناير
- 2 يناير – بوراك كابلان لاعب كرة قدم تركي.
- 4 يناير – توني كروس لاعب كرة قدم ألماني.
- 6 يناير – ساندرو كورتيز متسابق دراجات نارية ألماني.
- 6 يناير – مارلين زابف لاعبة كرة يد ألمانية.
- 8 يناير – جيمي هامبتون لاعبة كرة مضرب أمريكية.
- 8 يناير – ساشا بيغالكه لاعب كرة قدم ألماني.
- 17 يناير – ميك كيفن مينيروب متسابق دراجات نارية ألماني.
- 26 يناير – نينا تساندر لاعبة كرة مضرب ألمانية.
- 27 يناير – كريستوف موريتز لاعب كرة قدم ألماني.
- 29 يناير – مايك زاكيرجون لاعب كرة سلة ألماني.

### فبراير
- 11 فبراير – باتريك فونك لاعب كرة قدم ألماني.
- 18 فبراير – تانر يالشين لاعب كرة قدم تركي.
- 20 فبراير – جوناس ووهلفارث-بوتيرمان لاعب كرة سلة ألماني.
- 20 فبراير – عثمان أبو زعيتر
- 21 فبراير – دانييل ديدافي لاعب كرة قدم ألماني.
- 24 فبراير – شتيفان مولر لاعب كرة قدم ألماني.
- 27 فبراير – ساشا هومل متسابق دراجات نارية ألماني.
- 28 فبراير – سيباستيان رودي لاعب كرة قدم ألماني.

### مارس
- 9 أكتوبر – سيدريك مارسيل ستيبي لاعب كرة مضرب ألماني.
- 12 مارس – فرنزيسكا مولر لاعبة كرة يد ألمانية.
- 25 مارس – ألكساندر إسفاين لاعب كرة قدم ألماني.
- 25 مارس – محمد أكيجي لاعب كرة قدم تركي.
- 27 مارس – خوسيلو لاعب كرة قدم إسباني.
- 29 مارس – تيموثي تشاندلر

### أبريل
- 2 أبريل – يواكيم إيلرز دراج ألماني.
- 4 أبريل – شتيفن فيهت لاعب كرة يد ألماني.
- 7 أبريل – توني يانتشكه لاعب كرة قدم ألماني.
- 8 أبريل – كريم بلعربي لاعب كرة قدم ألماني.
- 9 أبريل – كيم كوليغ لاعبة كرة قدم ألمانية.
- 21 أبريل – توناي تورون لاعب كرة قدم تركي.
- 25 أبريل – يان لينارد شتروف لاعب كرة مضرب ألماني.

### مايو
- 1 مايو – دييغو كونتينتو لاعب كرة قدم ألماني.
- 7 مايو – روميرو أوسبي لاعب كرة سلة أمريكي.
- 12 مايو – ألفريدو موراليس
- 17 مايو – فابيان غيفر لاعب كرة قدم ألماني.
- 27 مايو – يوناس هكتور لاعب كرة قدم ألماني.
- 30 مايو – موريس ستاكي لاعب كرة سلة ألماني.

### يونيو
- 2 يونيو – أوليفر باومان لاعب كرة قدم ألماني.
- 22 يونيو – تي جاي ديليو لاعب كرة سلة أمريكي.
- 22 يونيو – سيباستيان يونغ لاعب كرة قدم ألماني.
- 29 يونيو – سوبارو كيمورا

### يوليو
- 8 يوليو – كيفن تراب لاعب كرة قدم ألماني.
- 10 يوليو – توني ويرسينغ متسابق دراجات نارية ألماني.
- 11 يوليو – فابيان هولاند لاعب كرة قدم ألماني.
- 11 يوليو – منى بارثل لاعبة كرة مضرب ألمانية.
- 12 يوليو – أليساندرو أبروشسيا لاعب كرة قدم ألماني.
- 20 يوليو – لارس أنرشتال لاعب كرة قدم ألماني.
- 27 يوليو – ديفيد ستورل

### أغسطس
- 13 أغسطس – أندريه هان لاعب كرة قدم ألماني.
- 16 أغسطس – تولغاي أرسلان لاعب كرة قدم تركي.

### سبتمبر
- 6 سبتمبر – ماكسيميليان بايشتر لاعب كرة قدم ألماني.
- 11 سبتمبر – أندرياس لودفيغ لاعب كرة قدم ألماني.
- 14 سبتمبر – لويزا شولز لاعبة كرة يد ألمانية.
- 18 سبتمبر – لويس هولتبي لاعب كرة قدم ألماني.
- 18 سبتمبر – مارتن سيفرث لاعب كرة سلة ألماني.

### أكتوبر
- 1 أكتوبر – يان كيرشهوف لاعب كرة قدم ألماني.
- 9 أكتوبر – سيدريك مارسيل ستيبي لاعب كرة مضرب ألماني.
- 9 أكتوبر – كيفن كامبل لاعب كرة قدم سلوفيني.
- 11 أكتوبر – سباستيان روده لاعب كرة قدم ألماني.
- 17 أكتوبر – فالكو بيندريش لاعب شطرنج ألماني.
- 24 أكتوبر – إيلكاي غوندوغان لاعب كرة قدم ألماني.

### نوفمبر
- 6 نوفمبر – آندريه شورله لاعب كرة قدم ألماني.

### ديسمبر
- 7 ديسمبر – أورزولا رادفانسكا لاعبة كرة مضرب بولندية.
- 10 ديسمبر – تيمو بيرمان لاعب كرة قدم ألماني.
- 31 ديسمبر – يوهانس سيلين لاعب كرة يد ألماني.

## وفيات

### يناير
- 15 يناير – روس هيل (مواليد 1973) ممثل أمريكي.

### فبراير
- 5 فبراير – لولا لانداو (مواليد 1892) مؤلفة ألمانية.
- 13 فبراير – هاينز هابر (مواليد 1913) فيزيائي ألماني.
- 15 فبراير – هنري براندون (مواليد 1912)
- 17 فبراير – روبرت برنارد (مواليد 1913) لاعب كرة قدم ألماني.
- 17 فبراير – هانز اسباير (مواليد 1905) عالم اجتماع ألماني.

### مارس
- 5 مارس – إدموند كونين (مواليد 1914) لاعب كرة قدم ألماني.
- 6 مارس – برتولد شبولر (مواليد 1911)

### أبريل
- 15 أبريل – أولريش بيشر (مواليد 1910)
- 29 أبريل – كارل هيلموت هيرتز (مواليد 1920) طبيب سويدي.

### مايو
- 6 مايو – إيرمتراود مورجنر (مواليد 1933) كاتبة ألمانية.

### يوليو
- 5 يوليو – إديث بولبرينغ (مواليد 1903)

### أغسطس
- 7 أغسطس – غبهارد مولر (مواليد 1900) رئيس الوزراء الثاني لولاية بادن فورتمبيرغ (1953-1958).
- 20 أغسطس – رودولف غيليش (مواليد 1914) لاعب كرة قدم ألماني.

### سبتمبر
- 5 سبتمبر – كارل هاينز بيترز (مواليد 1903) ممثل ألماني.
- 26 سبتمبر – لوثار كولاتز (مواليد 1910) رياضياتي ألماني.